# Jenő Elefánt
Jenő Elefánt sau Elefant (n. 30 aprilie 1899, probabil Oradea – d. 26 februarie 1945, Lagărul de concentrare Mauthausen) sau (n. 5 iulie 1897, probabil Oradea - d. 20 decembrie 1944, Lagărul de concentrare Mauthausen) a fost un pictor româno-maghiar de origine evreiască. El face parte alături de Ernő Grünbaum și Alex Leon din grupul de pictori expresioniști orădeni.

## Viață
Jenő Elefant s-a născut într-o familie evreiască orădeană. S-a înscris la Academia de Belle Arte din Budapesta unde a studiat în anii 1918 și 1919. Atras de Colonia de Artă din Baia Mare a călătorit în anul 1922 în acest loc să-și perfecționeze pensula. A fost fondatorul Asociației Artelor Frumoase din Oradea alături de Ernő Grünbaum, Nicolae Irimie, Alfred Macalik etc. În anii următori lucrările sale au fost expuse în cadrul expozițiilor de vară și toamnă, organizate de asociație.
Naziștii unguri și germani l-au deportat în 1944 în lagărul de concentrare austriac Mauthausen.
Astăzi se cunosc prea puține lucrări de a lui, multe fiind distruse în timpul războiului.